# Cataglyphis theryi
Cataglyphis theryi é uma espécie de inseto do gênero Cataglyphis, pertencente à família Formicidae.